# 山东大学学伴制度争议
山东大学学伴制度争议是一起于2019年7月间，由山东大学实行的留学生学伴制度引起的网络争议。

## 背景
2016年，山大官网发布一份《关于学历生报名“学伴”项目的通知》。《通知》写道：留学生办公室可以为中国学生介绍一位留学生“学伴”，二人可以学习语言或一起参加活动等。
2018年，山东大学学伴制度调整：一名留学生可以和三名中国学生结为学伴。实际报名人数中，中国学生141人（女生居多），留学生47人。
2019年7月，网络上流传着一份文件《山东大学关于举办中外学生“学伴”活动的说明》。文中称，中外学生互为学伴，而且是自由报名，并非单独为国际学生寻找学伴。

## 经过
自2016年起，与国内其它高校类似，山东大学推出的学伴制度。2019年7月初，新浪微博上爆出山东大学“1个留学生配3个学伴，学伴以女生为主”消息后，引发激烈争议。对于网络争议，山东大学国际事务部作出一份《山东大学关于举办中外学生“学伴”活动的说明》，这份说明注标日期为7月7日。此说明称：“学伴”活动合法正当，自由报名，不存在强制。而且学伴制度并非山东大学独有，南京大学、吉林大学、东北师范大学、中山大学、哈工大都有。新浪微博上的爆料是别有用心的炒作。山东大学国际事务部的说明，引起更多人的不满，认为山东大学“自以为是”。10日，山东大学党委宣传部部长桑晓旻接受采访时表示，该声明并非学校对外发布，而是通过其他途径泄露出去的，“工作人员的一个东西，不是学校的正式声明。”但桑晓旻及山东大学相关工作人员未回应学伴争议。
7月12日，山东大学官方微博发表道歉声明称：在学伴制度实施过程中审核把关不严，报名表格中出现“结交外国异性友人”不当选项，向公众道歉。学伴制度旨在于促进中外文化交流，不存在一个男留学生对应三个女中国学生的情况。山东大学将对学伴制度全面评估。

## 各方反应
- 由于留学生被认为长期受到超国民待遇，故山东大学学伴制度引起很多人的不满，数天后在福州发生外国留学生当街推搡交警事件，不满情绪更进一步蔓延。这一系列事件引发中国网民对国内高校只重留学生规模不重质量的争议[6]，部分网友甚至将学伴制度称为慰安妇政策[7]。此后更有多所高校被曝出特殊对待留学生的情况。
- 新京报认为：不应该对此过度解读，但民众对此的激烈反应折射出民众对一些高校“特殊对待留学生”的不满情绪。应消除对留学生生活方面的特殊对待[8]。
- 人民网认为：为留学生配学伴，不是自卑就是自作多情[9]。
- 中华人民共和国教育部国际合作与交流司负责人7月20日称，教育部将进一步推动来华留学生与中国学生的管理和服务趋同化，年内将实现对来华留学生全流程管理。[10]

## 後續
2019年10月31日，濟南高新萬達廣場在山東大學舉辦的一場校招宣講活動中，主持人稱「今天很荣幸来到美丽的济南，山东大学女同学都很漂亮，我不由感叹，山大的留学生真幸福 」。該言論招致各界批評。事件發酵後，濟南高新萬達廣場開除主持人並致歉。
随着媒体对山东大学学伴事件的关注，一则旧事被媒体曝光：2018年一名山东大学青岛校区津巴布韦留学生出车祸入院，学校除了提供了全额医保报销费用外，招募了多达25名学生志愿者对该生进行全天候陪护，通告中提及该生存在汉语语言交流障碍。部分媒体质疑该生为何需要如此多陪护人员以及汉语障碍的情况下如何通过学业考试升入第二年级。